# Nannocampus elegans
Nannocampus elegans és una espècie de peix de la família dels singnàtids i de l'ordre dels singnatiformes.
Els adults poden assolir 12 cm de longitud total. És ovovivípar i el mascle transporta els ous en una bossa ventral, que es troba a sota de la cua.
És un peix marí de clima subtropical i associat als esculls de corall. Es troba des d'Inhaca (Moçambic) fins a Great Fish Point (Sud-àfrica).